# Odorrana swinhoana
Espèce
Synonymes
- Rana swinhoana Boulenger, 1903
- Rana kosempensis Werner, 1914 "1913"
- Rana taiwaniana Otsu, 1973

Statut de conservation UICN

 LC  : Préoccupation mineure
La Grenouille de Swinhoe,Odorrana swinhoana, est une espèce d'amphibiens de la famille des Ranidae.

## Répartition
Cette espèce est endémique de Taïwan,.

## Étymologie
Son nom d'espèce fait référence au naturaliste britannique Charles Swinhoe.

## Publication originale
- Boulenger, 1903 : Descriptions of new batrachians in the British Museum. Annals and Magazine of Natural History, sér. 7, vol. 12, p. 552-557 (texte intégral).